# Resorte de vapor

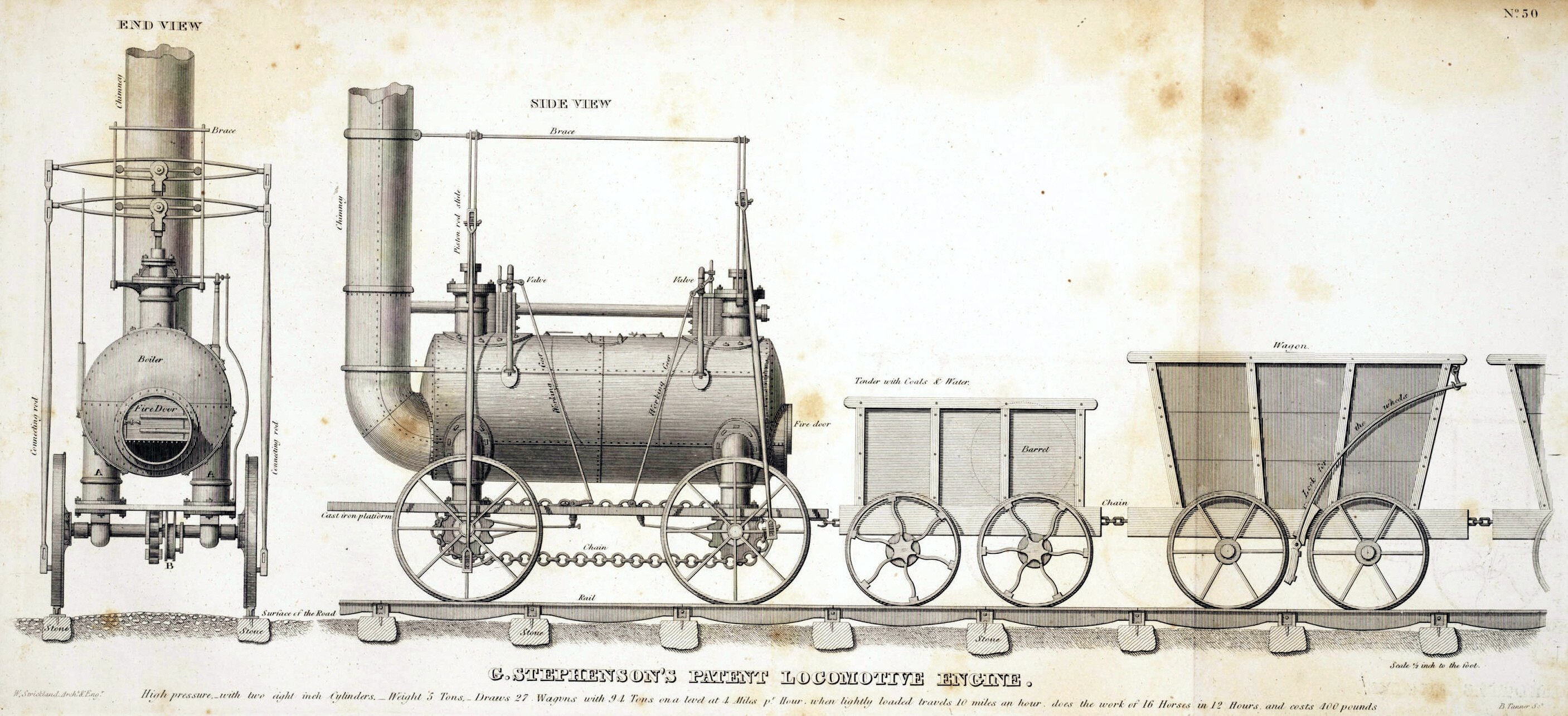
Locomotora Stephenson de cuatro ruedas, de alrededor de 1814, con los cilindros de los resortes de vapor visibles entre la caldera y las ruedas

Los resortes de vapor son una forma de suspensión utilizada por algunas de las primeras locomotoras de vapor diseñadas y construidas por George Stephenson. Empleados en un período muy breve, posiblemente llegaron a instalarse en menos de diez locomotoras, quedando su desarrollo abandonado por los avances de la siderurgia que permitieron la fabricación de ballestas realmente eficaces. 

## Requisitos de la suspensión ferroviaria

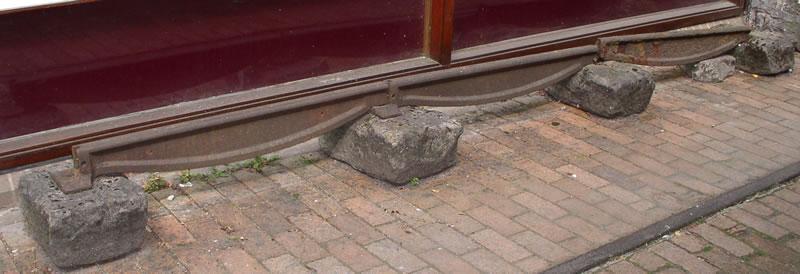
Carril de fundición de hierro, forjado con el primitivo perfil denominado vientre de pez

Los primeros ferrocarriles usaban raíles de fundición de hierro, un material frágil y propenso a agrietarse cuando es sometido a cargas de impacto. En la década de 1820, las locomotoras de vapor ya eran mucho más pesadas que los carros tirados por caballos que recorrían las primitivas plataformas sobre raíles metálicos, y además, estaban diseñadas con motores de vapor de cilindros verticales, cuyos pistones en movimiento originaban un efecto dinámico denominado golpe de martillo, que incrementaba notablemente la carga efectiva transmitida sobre los carriles. 
Esta circunstancia suponía un considerable deterioro de las vías en cuanto se aumentaba la velocidad de circulación, así como una marcha de la locomotora con una intensa vibración vertical, perjudicial incluso para la propia estabilidad de la máquina sobre la vía. En consecuencia, Stephenson estudió la manera de mejorar la suspensión de sus locomotoras para evitar este problema, favoreciendo de paso el máximo contacto entre las ruedas y el raíl para disponer de la máxima capacidad de tracción sobre una banda de rodadura casi siempre desigual.
La capacidad de una locomotora para arrastrar un tren valiéndose simplemente por la adherencia de la rodadura era muy cuestionada en aquel momento, ya que se pensaba que la fricción entre una rueda de hierro lisa y el rail sería insuficiente para desplazar grandes cargas. Algunos diseñadores, como Blenkinsop con su locomotora Salamanca, pensaron que sería necesario un sistema de dientes engranados para evitar el deslizamiento entre rueda y carril. Stephenson por su parte pensaba que, siempre que se pudiera mantener un buen contacto entre la rueda y el raíl, la adherencia por fricción sería suficiente.

## Resortes de vapor

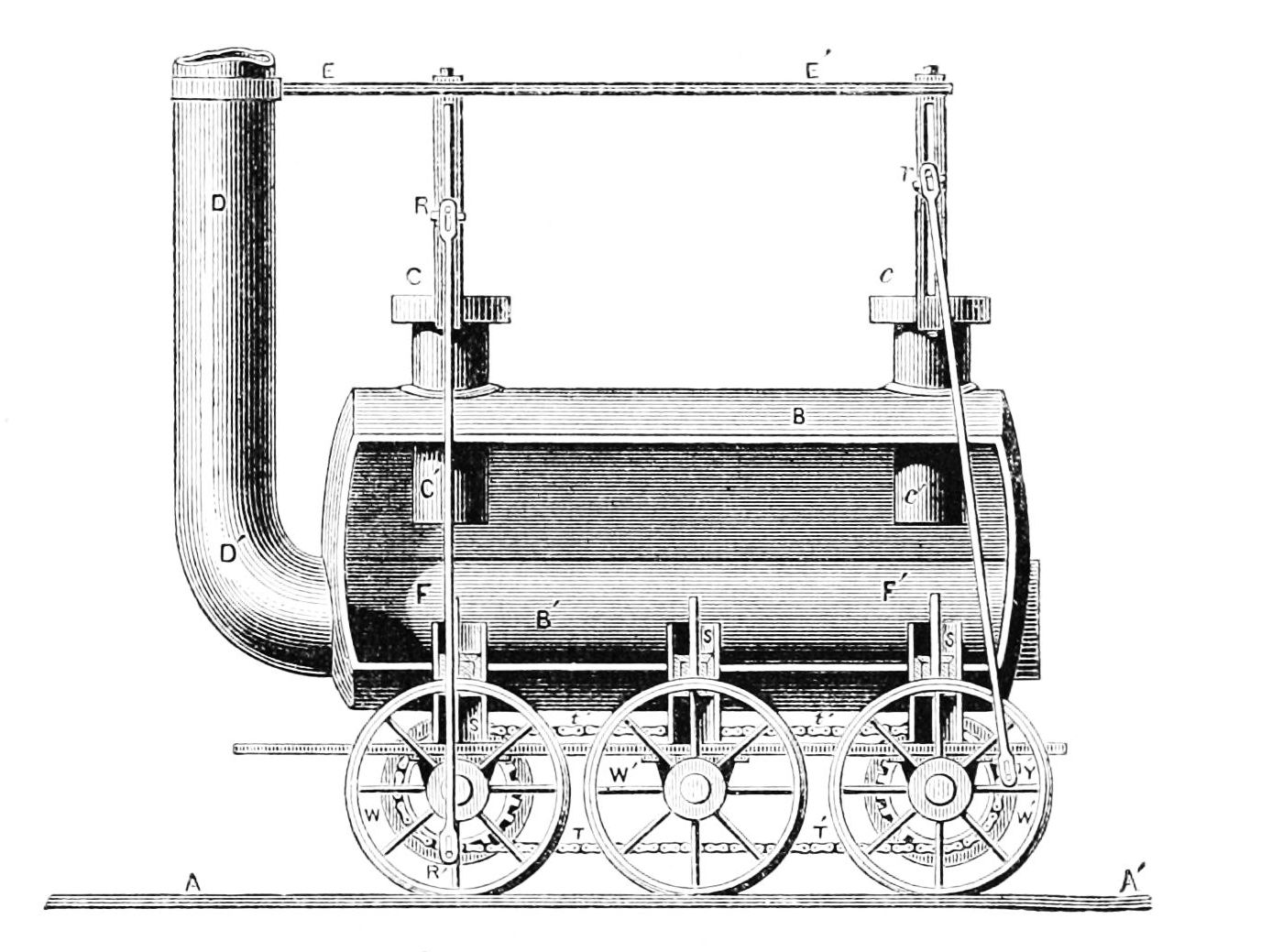
Dibujo de 1877 de una presunta 'locomotora Stephenson de 1815', similar a The Duke pero con ruedas de pestañas, un sistema de plato y cadena entre las ruedas extremas, y carente de la rueda dentada central

En la época de estas primeras locomotoras todavía no había una forma de forjar un resorte de acero adecuado para soportar el peso de una locomotora. El acero de alta calidad había estado disponible desde la invención del proceso de crisol descubierto por Huntsman, pero era tan caro que se consideraba como un metal semiprecioso. Pasarían otros cuarenta años antes de que el convertidor Bessemer hiciera que se pudiera disponer de acero de calidad barato y en grndes cantidades. Un problema similar afectó a las válvulas de seguridad, haciéndolas depender de pesos muertos o de la voluminosa pila de resortes de lámina ideada por Hackworth, en lugar de los omnipresentes muelles helicoidales de acero que aparecerían más adelante.
La suspensión de vapor de Stephenson proporcionaba a cada rueda su propio muelle de vapor. El diseño consistía en un conjunto de cilindros verticales (uno por cada rueda) colocados en la base de la caldera y por encima de cada eje, compensados lado a lado en parejas. El chasis o los bastidores de las locomotoras de Stephenson absorbían relativamente poca resistencia estructural, que provenía en su mayor parte de la carcasa de la caldera. Dentro de cada cilindro, un pistón transportaba la carga del eje y presionaba hacia arriba contra la presión de vapor del interior de la caldera. Un pistón de solo unas pocas pulgadas de diámetro era suficiente para equilibrar el peso de la locomotora. Los cojinetes de la caja del eje podían deslizarse verticalmente dentro de los nichos de oscilación de los ejes, unidos al bastidor de madera situado por debajo de la caldera. 
El correcto sellado de los pistones era un problema permanente en aquel momento. En el caso de los motores estacionarios grandes, que trabajan a bajas presiones, se sellaban mediante distintos métodos, que incluían juntas de gamuza, depósitos de agua confinada e incluso trapos impregnados con estiércol de vaca. A medida que aumentaron las presiones de trabajo, lo que había sido un requerimiento esencial de convertir las máquinas de vapor estacionarias en locomotoras, la necesidad de sellar eficazmente los pistones se hizo aún más perentoria. Los pistones por entonces estaban sellados principalmente con una cuerda de estopa envuelta alrededor una ranura practicada en el pistón, a menudo engrasada con sebo. Mantener la cuerda de sellado húmeda (y por lo tanto, hinchada), era un factor importante para lograr una buena estanqueidad. Como los cilindros de los resortes de vapor estaban en la parte inferior de la caldera, por debajo de la línea de agua, se esperaba que se mantuvieran húmedos y sellaran bien. A pesar de esto, continuaron causando problemas con las fugas de vapor, y finalmente fueron retirados y reemplazados por ballestas de hierro o acero. Wood en 1831 ilustró una de las locomotoras de Killingworth, equipada con ballestas de metal y también con barras de acoplamiento.

### Locomotoras de la Mina de Carbón de Killingworth
La primera locomotora de George Stephenson fue la Blücher de 1814. Era una máquina de cuatro ruedas acopladas por engranajes rectos. Sufrió problemas de tracción insuficiente debido a la tecnología relativamente nueva de los raíles y de las ruedas con pestañas, debido a las dificultades de mantener un buen contactoentre la rueda y la banda de rodadura. Fue la primera de un lote de las primeras locomotoras de Stephenson, conocidas como las locomotoras de la mina de Killingworth. El siguiente diseño de Stephenson fue un desarrollo de estas primeras máquinas, todavía con cuatro ruedas, pero ahora usando una transmisión por cadena para acoplarlas. Esta fue su primera locomotora en usar resortes de vapor.

### The Duke
Stephenson se había ganado la reputación de constructor de locomotoras y se le pidió que fabricara la primera locomotora para su uso en Escocia, en el Ferrocarril de Kilmarnock y Troon. The Duke era más grande, con seis ruedas, y usaba la misma cadena de transmisión y resortes de vapor que las locomotoras de Killingworth. Como esta locomotora iba a ser construida para un cliente externo, Stephenson ya no podía usar las instalaciones del taller de Killingworth, por lo que se fabricó en las instalaciones de la Walker Iron Works de su amigo William Losh, en Newcastle. Las mejoras de esta locomotora se detallaron en una patente, presentada conjuntamente con Losh el 30 de septiembre de 1816. 
The Duke probablemente se completó en 1817 y realizó recorridos en Kilmarnock, pero parece haber continuado con los problemas de rotura de raíles. Se vendió al conde de Elgin en octubre de 1824 para su ferrocarril en Fife, pero al ser demasiado pesada para los rieles del citado ferrocarril, pasó a ser utiliza como motor de bombeo estacionario en una cantera en Charlestown, y desde 1830 en una mina cerca de Dunfermline; su destino posterior no está registrado. 
La mayoría de las imágenes de procedentes de Escocia de The Duke son inexactas, y se basan en las locomotoras de Killingworth o incluso en la Rocket de Stephenson, pero en 1914 se encargó un modelo conmemorativo de plata (obsequiado al VI Duque de Portland por los ciudadanos de Troon con ocasión de sus bodas de plata, coincidiendo con el centenario de esta máquina) que parece exacto, mostrando las seis ruedas y los cilindros de los resortes de vapor.

### Locomotoras de la Mina de Carbón de Hetton
Se construyeron cinco locomotoras para la Mina de Carbón de Hetton entre 1820 y 1822, cuatro de las cuales fueron nombradas: Hettton, Dart, Tallyho y Star. Eran de diseño similar al de The Duke, pero con cuatro ruedas de 3' 9" de diámetro. Se construyeron con resortes de vapor, que se acabaron eliminando debido a problemas de fugas de vapor.  
En 1852, se construyó la Lyon como una réplica de estas primeras locomotoras de Hetton.

### Locomotoras posteriores y laLocomotion

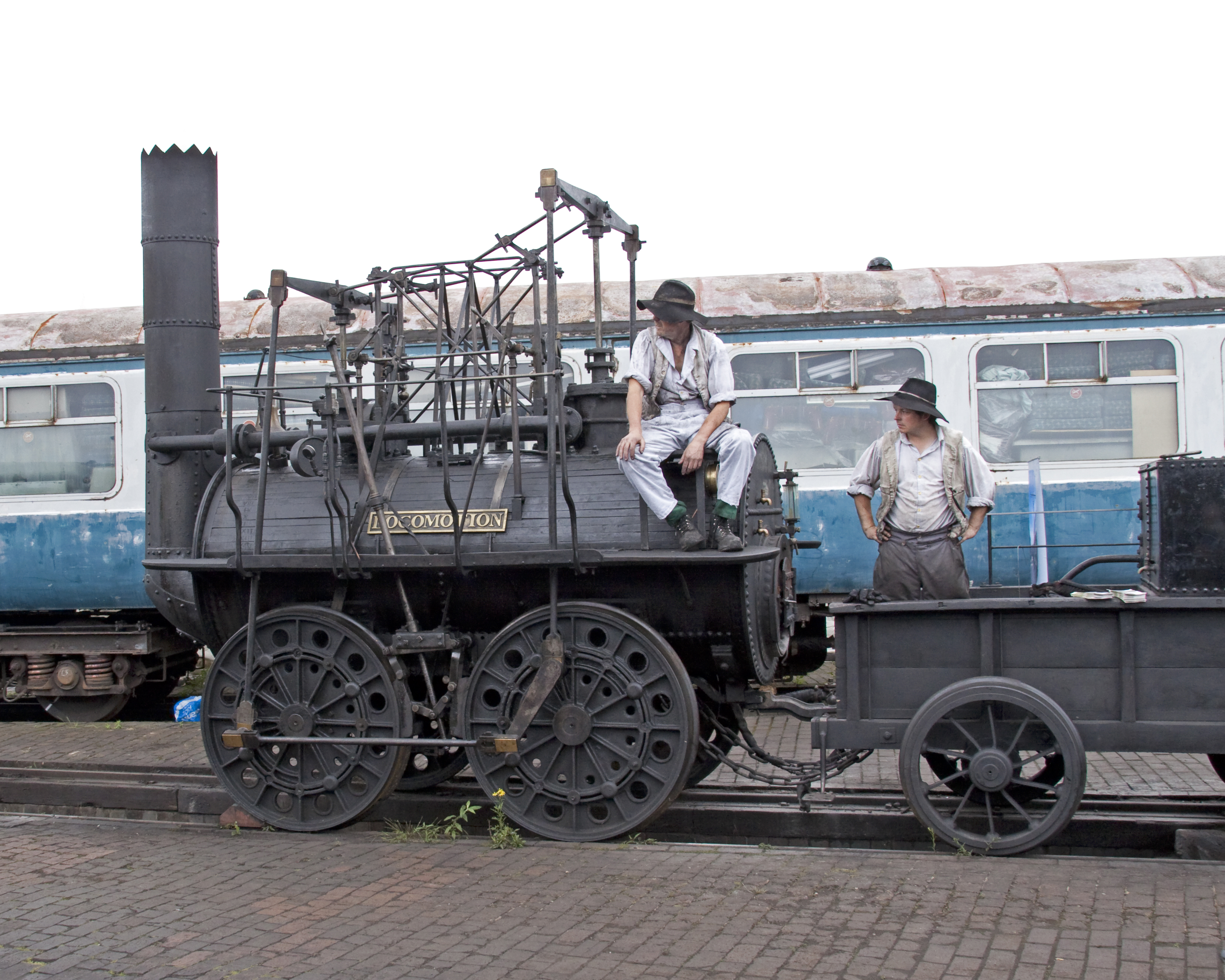
Una réplica de la Locomotion, con barras de acoplamiento y ruedas de disco de dos partes Hackworth

Las locomotoras posteriores abandonaron los resortes de vapor. En la Locomotion, diseñada para el Ferrocarril de Stockton y Darlington en 1825, no se incorporó ningún resorte, aunque se dispuso una compensación de lado a lado para mantener un buen contacto entre los rieles y las ruedas. Uno de los ejes se montó sobre un cojinete de 'caja de cañón', que giraba centralmente y podía inclinarse de lado a lado. Aunque no aumentó sensiblemente la estabilidad de la locomotora, permitió que las ruedas se inscribieran más eficazmente sobre una banda de rodadura desigual. La presencia de esta caja de cañón entre las ruedas también impedía el uso que se había hecho anteriormente de la cadena de transmisión central, por lo que Stephenson adoptó las después omnipresentes barras de acoplamiento por primera vez. La reducción del recorrido de la suspensión, en comparación con los resortes de vapor, también facilitó la instalación de las barras de acoplamiento de funcionamiento libre, que limitaban el cambio de la distancia efectiva entre ejes cuando un eje se movía en relación con el otro. 
La rodadura sin suspensión provocaba la rotura de las ruedas originales de hierro fundido de ocho radios, por lo que Hackworth las reemplazó por sus distintivas ruedas de discos de hierro fundido de dos piezas, unidas por cuñas de madera entre las partes concéntricas. La rotura de los raíles ya se había reducido por entonces gracias al uso de secciones más grandes y de mejores materiales. Estos nuevos rieles de hierro forjado maleable fueron motivo de discusión entre Stephenson y Losh, ya que Losh originalmente esperaba suministrar rieles de hierro fundido de sus forjas, de las que Stephenson había sido brevemente socio. Sin embargo, Stephenson eligió utilizar un riel de hierro mejorado de la fábrica de hierro de Bedlington, propiedad de John Birkinshaw.